# Forget-me-not (尾崎豊の曲)
「Forget-me-not」（フォーゲット・ミー・ノット）は、日本のシンガーソングライターである尾崎豊の18枚目のシングル。
2001年4月25日にソニー・ミュージックレコーズから「OH MY LITTLE GIRL」（1994年）とのダブルA面シングルとしてリリースされた。作詞・作曲は尾崎、プロデュースは須藤晃が担当している。前作「風にうたえば」（1999年）からおよそ2年2か月ぶりのリリースとなった。元々は3枚目のアルバム『壊れた扉から』（1985年）の収録曲であり、アルバムリリースから16年後に改めてリカットされる事となった。
『壊れた扉から』制作時に作詞が難航したために最後にレコーディングされた作品であり、尾崎としては10代最後にレコーディングされた作品となった。作詞の段階で須藤から勿忘草というイメージを与えられた尾崎が後に歌詞を完成させており、歌詞は過去に交際していた女性に花の名前を教えられた事を思い出している内容となっている。須藤は尾崎の他のバラード曲よりも哀しみの度合いが深く、10代最後の作品が本作であった事に関して「どうしようもなくせつなくて、やるせなかった」と述べている。
シングル盤はオリコンチャートでは最高位52位となった。映画『LOVE SONG』（2001年）において「OH MY LITTLE GIRL」と共に主題歌として使用された他、槇原敬之やCHEMISTRYなど著名なミュージシャンによってカバーされている。

## 録音
3枚目のアルバム『壊れた扉から』（1985年）の制作に当たって尾崎と須藤のプライベートでの合意事項として、尾崎にとって10代最後の日となる1985年11月28日にリリースする事が決定していた。10代の内に3枚目のアルバムをリリースする事に関して当初尾崎は反発しており、須藤にリリースの意義を問いただす事が何度もあったが、須藤による「あとになっておまえにとっては、意味を持つだろう」と諭された事から条件を飲む事となった。また尾崎は条件を飲んだ理由として、「スタッフの裏側の気持ちが、痛いほどボクに伝わってきたからって気がしてる」と述べている。
その後アルバムリリースから先行する形で決定したコンサートツアー「LAST TEENAGE APPEARANCE」のリハーサル作業の合間を縫うようにしてレコーディングが進められていた。レコーディングが終了した曲のミックスダウンが着々と完了していく中、マスターテープの完成日直前になりながらもアルバムに収録する最後のバラードが決まらず、尾崎は悩んだあげくにデビュー以来初めて歌詞のないメロディだけを吹き込んだデモテープを須藤の元へ持参した。結局最後に残った1曲となった本作であったが、尾崎の歌詞制作が頓挫しているためスタッフは全員泊まり込み状態となり、着替えを用意して何日もかかりっきりの状態となった。
その日の内に歌入れをすませて完成させなければ11月28日にリリースできなくなるという状況下で、真夜中に尾崎は廊下に寝そべって歌詞を考えていた。その後、午後6時もしくは7時頃に尾崎は一度帰宅したいと要望し、12時までに戻らなければ間に合わないと念を押した上で須藤は帰宅を許可した。しかし尾崎は12時を過ぎてもスタジオに戻らず、スタッフも半ば諦めかけていたが明け方の5時頃にスーツを着てネクタイを締めた尾崎がスタジオに現れた。尾崎はワイン2本と折詰の寿司と共に「Forget-me-not」の詞を書いた大学ノートを抱えていた。尾崎は「みんなでこれ食べてください」と述べスタッフに寿司を振舞ったが、須藤から「何言ってんだよ。歌詞はできたの?」と問われ、「できました」と回答。その直後に録音したものがアルバムに収録されているテイクとなった。また、本作は2回歌入れが行われたが1回目のテイクが採用される事となった。須藤はレコーディング中に身体の震えが止まらないほど感動し、「この人、このまま死んじゃうのかなと思うぐらいすごかった。あれが僕にとっての、尾崎豊の最も鮮烈な思い出ですね」と述べている。
歌入れの終了後にはすぐにミックスダウンが行われ、その後アシスタント・ディレクターである田和一樹によって静岡にあるレコードのプレス工場へと運ばれた。本来であれば『壊れた扉から』には10曲収録する予定であったが、結果として9曲のみ収録される事となった。また、本作が尾崎の10代最後のレコーディング作品となった。

## 音楽性と歌詞
歌詞制作が難航していた尾崎に対し、須藤は本作のデモテープを聴いた印象として「小さな花」のイメージがあると伝え、またジョン・レノンの楽曲「マインド・ゲームス」（1973年）の詩の一片である「君がはぐくむべき花は愛なんだ」という歌詞を引用した上で尾崎に対し「名前もわからないようなその花ってなんだろうね」と疑問を投げかけた。その後須藤と尾崎は自身の愛好する花について語り合っていたが、その際に須藤は「そういえば尾崎、"Forget-me-not"という花があるんだよ」と尾崎に語り、日本名が勿忘草である事を告げられた尾崎はそこからインスピレーションを得てスタジオの床に寝そべって歌詞を書き始めた。完成した歌詞のタイトルには「わすれな草」と書かれていたが、歌入れの前に須藤がタイトルを「Forget-me-not」に変更するよう尾崎に依頼、尾崎は「そうですね、『わすれな草』は演歌みたいだし」と笑っていたという。
須藤は本作のイメージとして「温かいものや、ぬくもりに触れることによって、自分の手が冷たかったことを知るという歌」であると述べた他、「人を好きになって愛しても、どこか心が寂しい」という尾崎の人間性について触れている。また本作が尾崎にとって10代最後に作詞した作品になった事に関して、「どうしようもなくせつなくて、やるせなかった」とも述べている。須藤によれば本作はメロディーが美麗でありストリングスを挿入した事によって叙情性豊かな仕上がりになっていたが、アルバム『壊れた扉から』の他の収録曲の傾向から尾崎がもっと「ツジツマの合わない狂ったような詞を書いてきてもおかしくはなかった」と考えていた。完成した歌詞では、尾崎が作詞する中で自身が歌い始めた当初に交際していた女性と見た夕陽の光景を思い出して書いたのではないかと須藤は推測し、実際に女性がわすれな草を尾崎に教えた訳ではないがその思いが痛いほど伝わったと述べている。
尾崎のバラードには「I LOVE YOU」や「OH MY LITTLE GIRL」などがあるが、須藤は本作について「作品が含有している哀しみの度合いはこの曲がもっとも深い」と述べ、尾崎の曲でここまで過去を振り返った曲はないと断言した上で「彼が失ってしまったものは、よほど大きかったんだろう」と述べている。結果として、プロデューサーとして須藤が関与した最後の曲が本作となっており、その後尾崎は本作を最後に作詞が出来ずに数年間作品を発表できなくなった。須藤は1枚目のアルバム『十七歳の地図』（1983年）の収録曲である「街の風景」から尾崎の音楽活動は始まり、本作で10代としての作品が完了した事に触れ、「はいつくばりながら街を見渡していって、最後に、街の風景の中に本当に眼をこらして見なきゃわからないような、小さな花のことを歌って終えたのは、ひとつの非常に美しい物語の終末だったという気がする」と述べている。その他にも須藤は本作にはリズムのノリがおかしい所が多くあると指摘したがそれが問題ないほどすごい曲であると述べ、また尾崎がスーツにネクタイの姿で歌った曲は本作だけであった事から「なんだか、この曲を歌うために尾崎さんは存在した、っていう気さえしますね」と述べた他、「Forget-me-not」というタイトルが「僕を忘れないで」という意味であるとした上で「自分にとっては実はとても重たい曲で、デリケートな曲でもあるんです」と述べている。

## リリース
元々は3枚目のアルバム『壊れた扉から』（1985年）に収録されていたバラード曲であるが、映画主題歌として使用されたため、「OH MY LITTLE GIRL」との両A面として初めてシングルカットされ、尾崎の10回忌である2001年4月25日にソニー・ミュージックレコーズより12センチCDで発売された。
また、同時収録された「OH MY LITTLE GIRL」は、シングル「十七歳の地図」（1984年）、「OH MY LITTLE GIRL」（1994年）に続き、3度目のシングル収録となっている。この音源はリマスターされ音質が向上している。

## チャート成績
本作のシングル盤はオリコンチャートにおいて最高位52位、登場回数は3回、売り上げ枚数は1.7万枚となった。

## ミュージック・ビデオ
2001年には尾崎のアートディレクターをつとめた田島照久によるミュージック・ビデオが製作され、ベスト・アルバム『13/71 - THE BEST SELECTION』（2004年）の初回限定盤に「FORGET-ME-NOT IMAGE CLIP BY TERUHISA TAJIMA」として収録されている。

## ライブ・パフォーマンス
本作は全国コンサートツアー「TREES LINING A STREET」において7曲目、1夜限りの復活コンサートとなった東京ドーム公演「LIVE CORE」において8曲目に演奏されたが、1991年のコンサートツアー「TOUR 1991 BIRTH」では演奏されていない。

## メディアでの使用
ソニー・ピクチャーズ エンタテインメント配給による映画『LOVE SONG』（2001年）の主題歌として使用され、同映画にて須藤は音楽プロデューサーを担当している。

## カバー
- 槇原敬之 - トリビュート・アルバム『"BLUE" A TRIBUTE TO YUTAKA OZAKI』（2004年）に収録[12]。
- CHEMISTRY - コンセプト・アルバム『Hot Chemistry』（2005年）に収録。
- 謝霆鋒 - アルバム『毋忘我』（2006年）に収録。広東語によるバージョン。
- 美吉田月 - アルバム『pure flavor #2～key of love～』（2008年）に収録。
- 清水翔太 - 3枚目のアルバム『COLORS』（2011年）に収録[13][14]。
- Infinix - カバーアルバム『尾崎豊が教えてくれたこと』（2012年）に収録。
- Ms.OOJA - カバーアルバム『MAN -Love Song Covers 2-』（2013年）に収録[15]。
- 遠藤舞 - シングル「Baby Love」（2014年）に収録[16]。
- Acid Black Cherry - シングル「君がいない、あの日から…」（2014年）に収録[17]。
- 山崎育三郎 - カバーアルバム『1936 〜your songs〜』（2016年）に収録[18][19]
- ジェジュン - カバーアルバム『Love Covers』（2019年）に収録。フジテレビ系音楽番組『2018 FNS歌謡祭』（2018年）にて歌唱した[20]。
- 大野雄大 (from Da-iCE) - 配信限定EP『UNPLUGGED EP』（2020年）に収録[21]。

## シングル収録曲
| 全作詞・作曲: 尾崎豊、全編曲: 西本明。 |                       |        |            |      |
| #                                      | タイトル              | 作詞   | 作曲・編曲 | 時間 |
| 1.                                     | 「Forget-me-not」     | 尾崎豊 | 尾崎豊     | 5:14 |
| 2.                                     | 「OH MY LITTLE GIRL」 | 尾崎豊 | 尾崎豊     | 4:34 |
| 合計時間:                              | 合計時間:             | 9:48   |            |      |

## スタッフ・クレジット

### 参加ミュージシャン
- 滝本季延 - ドラムス
- 本田達也 - ベース
- 鳥山雄司 - ギター
- 西本明 - キーボード
- 友田グループ - ストリングス

### スタッフ
- 須藤晃 - プロデューサー
- 助川健 - レコーディング、ミックス・エンジニア
- 田島照久 - デザイン、アート・ディレクション、写真撮影
- 渡邉茂実 - セカンド・エンジニア
- 大野邦彦 - セカンド・エンジニア
- 中村悦弘 - アシスタント・エンジニア
- 鈴木浩二 - アシスタント・エンジニア
- 田和一樹 - アシスタント・ディレクター
- 笠井鉄平 - マスタリング・エンジニア
- 浜野啓介 - ソニー・レコード・プロモーション・スタッフ

## リリース履歴
| No. | 日付          | レーベル                     | 規格       | 規格品番 | 最高順位 | 備考                                   |
| --- | ------------- | ---------------------------- | ---------- | -------- | -------- | -------------------------------------- |
| 1   | 2001年4月25日 | ソニー・ミュージックレコーズ | 12センチCD | SRCL5075 | 52位     | 「OH MY LITTLE GIRL」との両A面シングル |

## 収録アルバム
スタジオ音源
- 『壊れた扉から』（1985年）
- 『愛すべきものすべてに』（1996年）
- 『13/71 - THE BEST SELECTION』（2004年）
- 『WEDNESDAY 〜LOVE SONG BEST OF YUTAKA OZAKI』（2008年）
- 『I LOVE YOU〜BALLADE BEST』（2011年）
- 『ALL TIME BEST』（2013年）

ライブ音源
- 『MISSING BOY』（1997年） - 1987年8月30日の有明コロシアム公演から収録。
- 『LIVEBEAT BOX』（2012年） - 1987年8月29日の有明コロシアム公演から収録。
- 『LIVE CORE LIMITED VERSION YUTAKA OZAKI IN TOKYO DOME 1988/9/12』（2013年） - 1988年9月12日の東京ドーム公演から収録。